# T200 Fatima
T200, ook bekend als Fatima Team Cards, waren een type sigarettenkaarten dat in 1913 werd uitgegeven door de Liggett & Myers Tobacco Company (L&M) onder het sigarettenmerk Fatima. De set bevatte foto's van professionele honkbalteams. De aanduiding T200 komt uit de American Card Catalogue, een gezaghebbende gids voor ruilkaarten uitgegeven vóór 1951. (Met andere woorden, voordat het bedrijf Topps de industrie begon te domineren)

## Overzicht

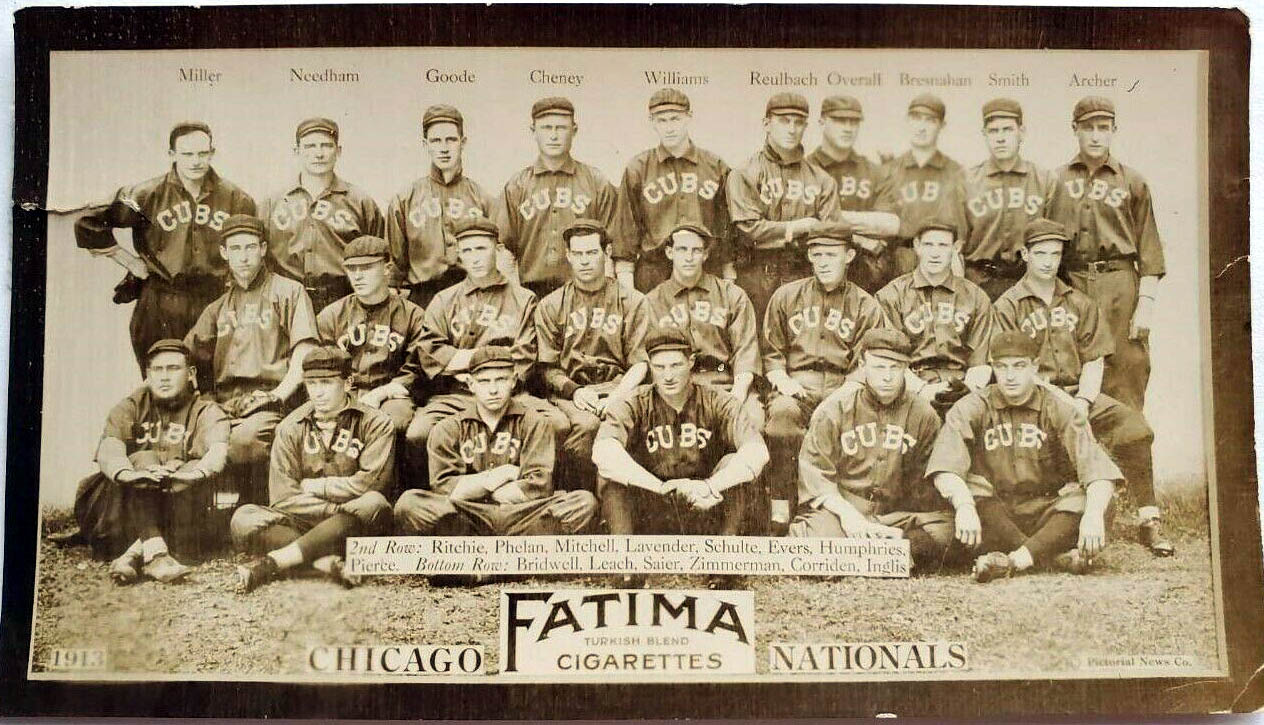
Voorbeeld van een T200 Fatima-kaart, met het Chicago Nationals team

De set bevat in totaal 16 kaarten van 66 bij 110 mm. Op elke kaart staat een groepsfoto van Major League Baseball-teams, met alle 16 teams in de major leagues (American en National in die tijd) in de collectie opgenomen. Onder de 369 afgebeelde spelers, managers en mascottes bevinden zich 33 Hall of Famers, zoals Ty Cobb, Honus Wagner, Christy Mathewson, en Tris Speaker.
In tegenstelling tot andere tabakskaartensets, werden de T200 kaarten gedrukt op glanzend papier. Alle spelers worden geïdentificeerd met hun achternaam. Op de achterkant van de kaarten staat beschreven hoe de kaarten van groter formaat, door de verzamelaars T200 Premiums genoemd, te verkrijgen zijn. De standaard/kleine kaarten zaten in Fatima sigarettenblikjes, terwijl de grotere versies per post werden verzonden naar klanten die 40 Fatima coupons hadden gestuurd, met het team dat zij hadden gekozen. Deze grotere kaarten waren identiek aan de kleinere, behalve dat zij geen Fatima reclame droegen op de voorkant, en dat de rugzijde blanco was.
Net als andere tabakssets, zoals de beroemde T205 en T206 uitgaven, waren de T200's niet genummerd. Checklists vermelden de kaarten meestal alfabetisch per team.

## Checklist
Teams die op de 16 kaarten voorkomen (de kaarten waren niet genummerd):

### American League
- Philadelphia
- Washington
- Cleveland
- Boston
- Chicago
- Detroit
- New York
- St. Louis

### National League
- New York
- Philadelphia
- Chicago
- Pittsburgh
- Boston
- Brooklyn
- Cincinnati
- St. Louis

## Galerij

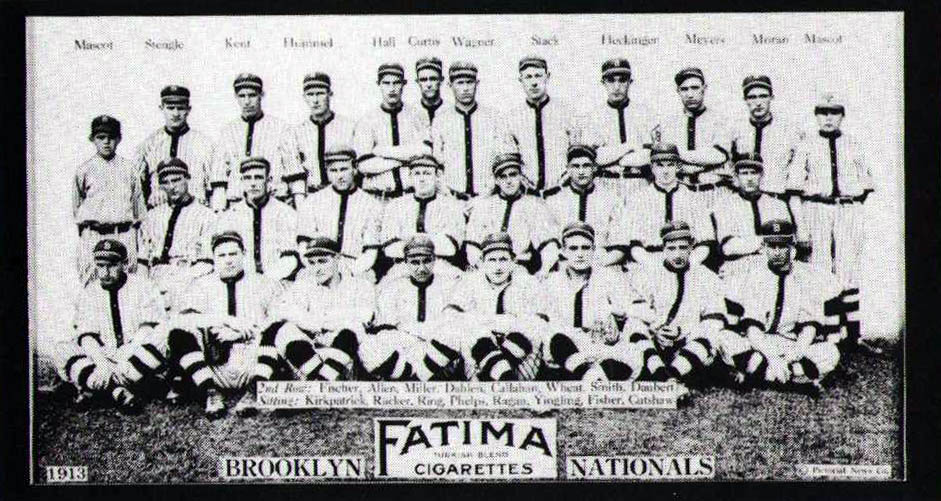
Brooklyn Nationals-kaart
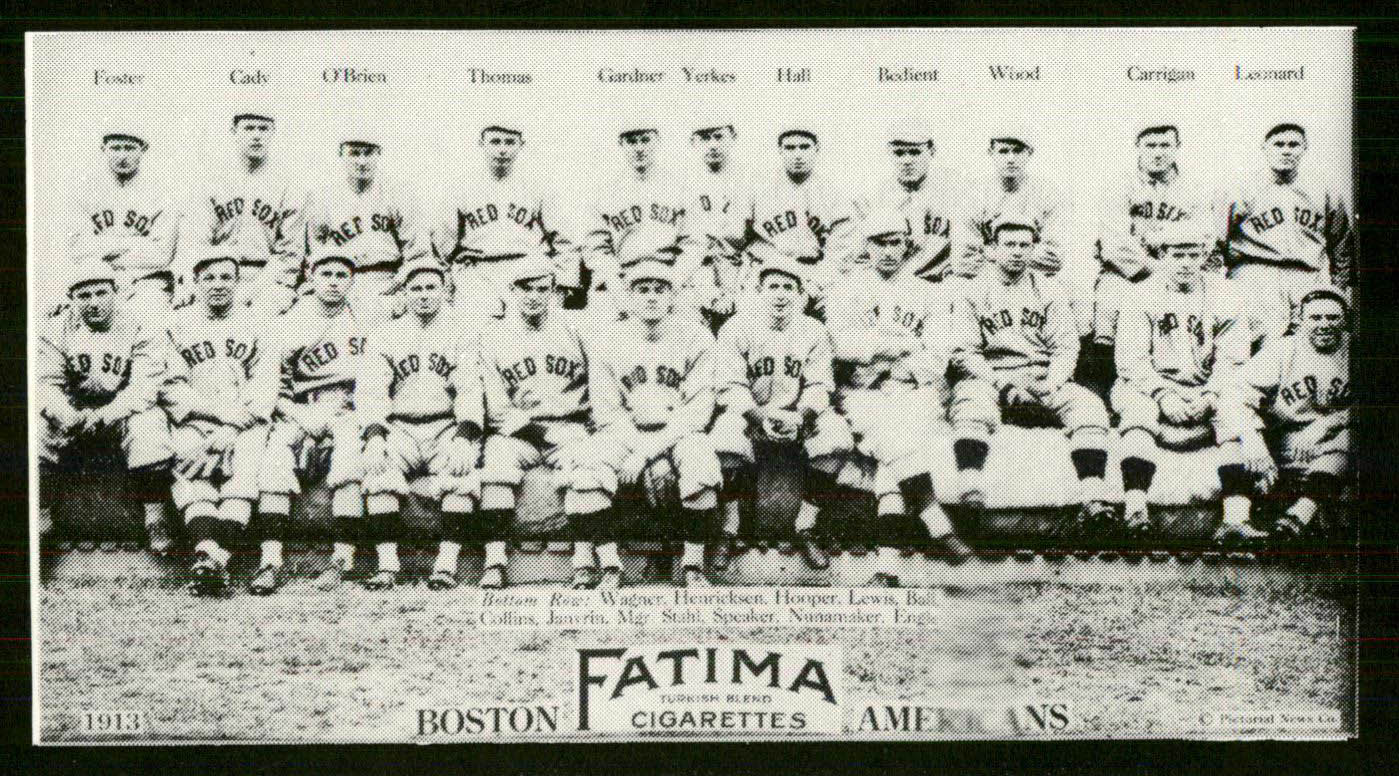
Boston Americans-kaart
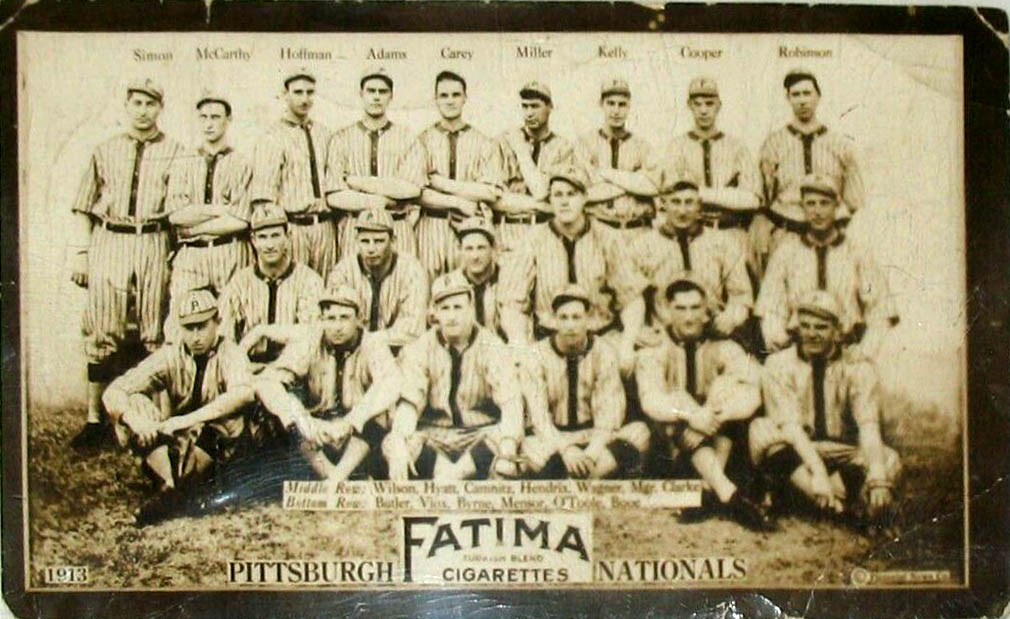
Pittsburgh Nationals-kaart
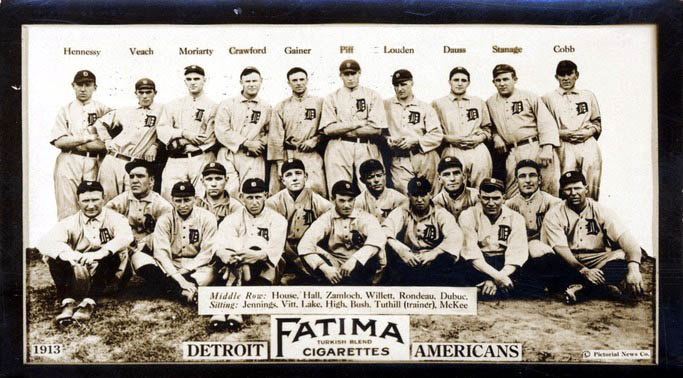
Detroit Americans-kaart
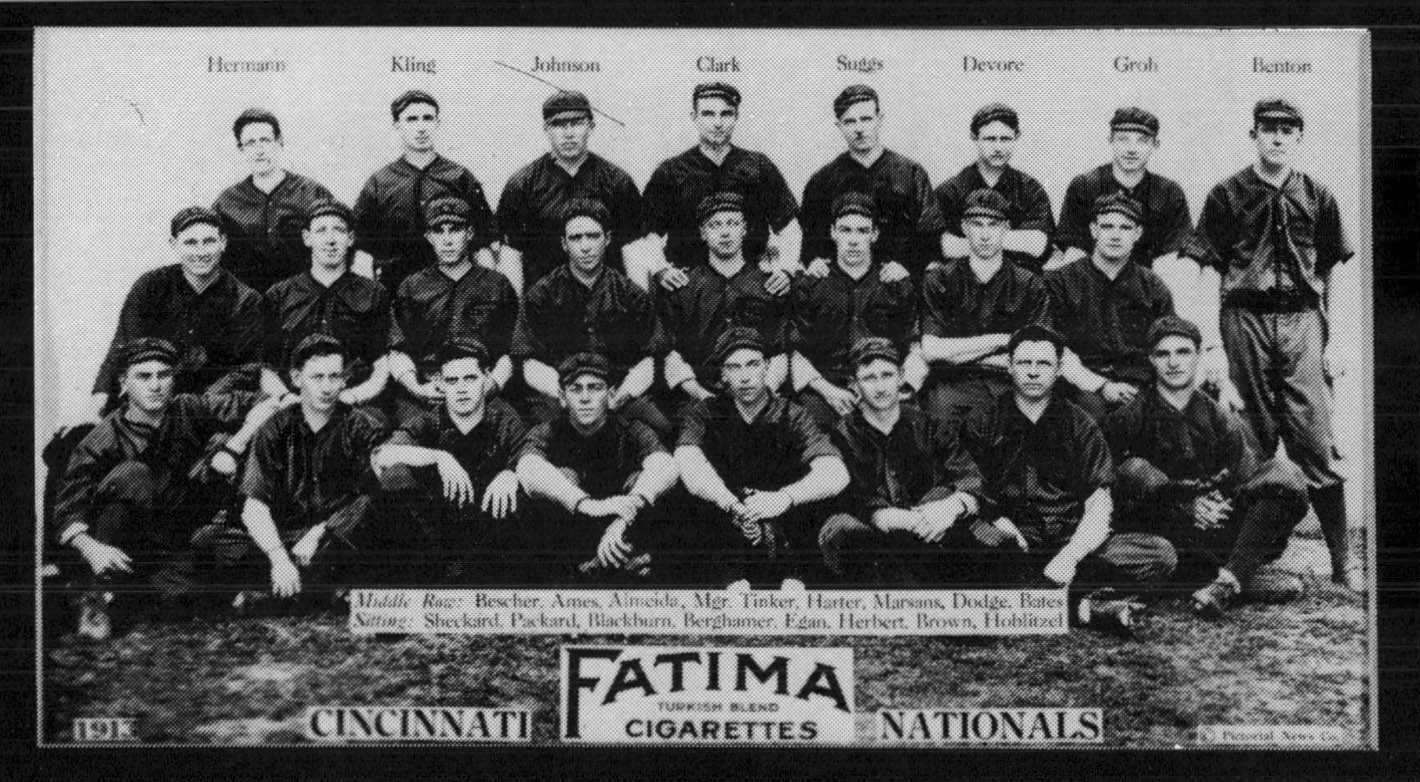
Cincinnati Nationals-kaart